# کویواستو
کویواستو روستایی در ساحل شرقی جزیره موهو در کشور استونی است. بندر کویواستو دروازه اصلی ورود به بزرگترین جزیره استونیایی سارما است (موهوو سارما جزایر مجزا هستند، اما توسط یک گذرگاه به هم متصل می‌شوند). بندر مربوطه در سمت ویرتسو واقع شده‌است. کویواستو از نظر اداری به منطقه موهو در شهرستان ساره تعلق دارد. این روستا در سال ۲۰۰۰ میلادی ۷۳ نفر جمعیت داشته‌است.
کویواستو محل مانور کویواستو (کویواست) بود.
شاعر، مترجم، زبان‌شناس و فولکلورشناس ویلم گرونتال -ریدالا (۱۸۸۵–۱۹۴۲) در کویواستو به دنیا آمد.

## نگارخانه

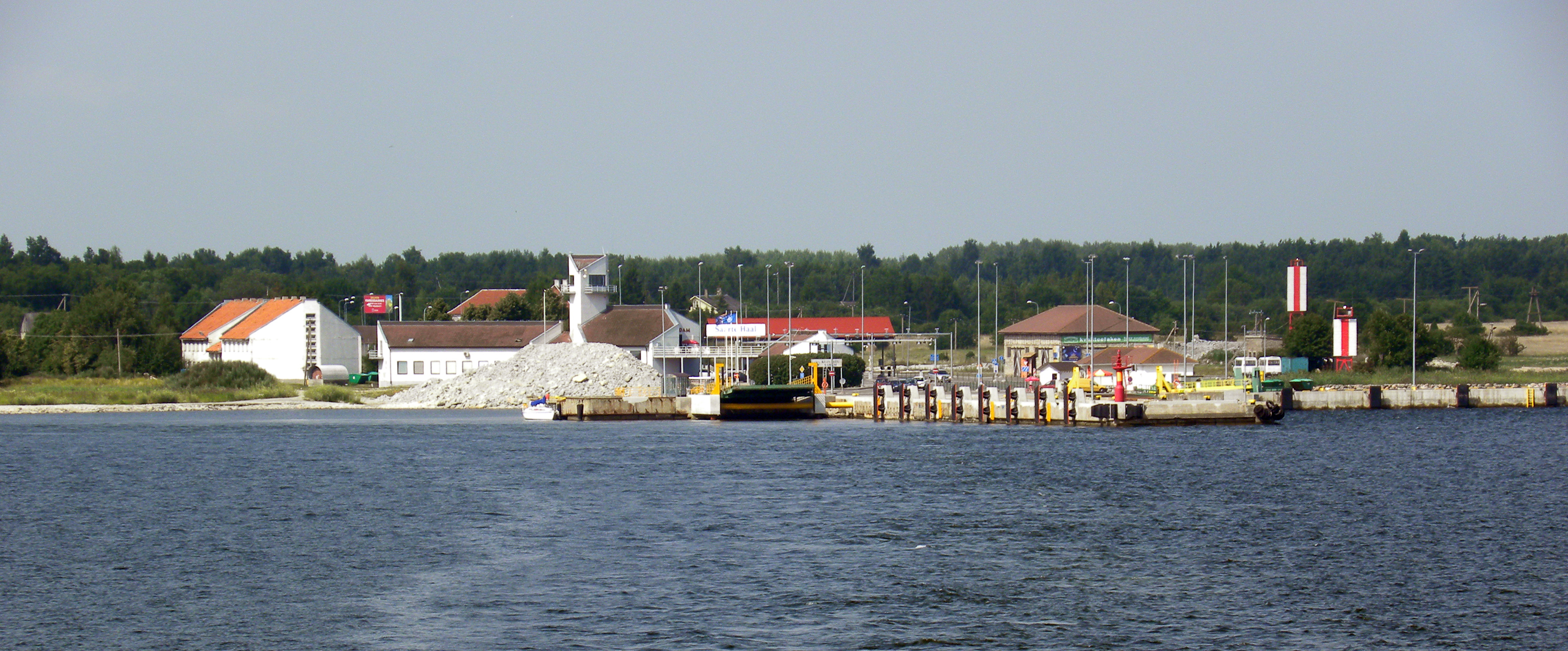
بندر کویواستو
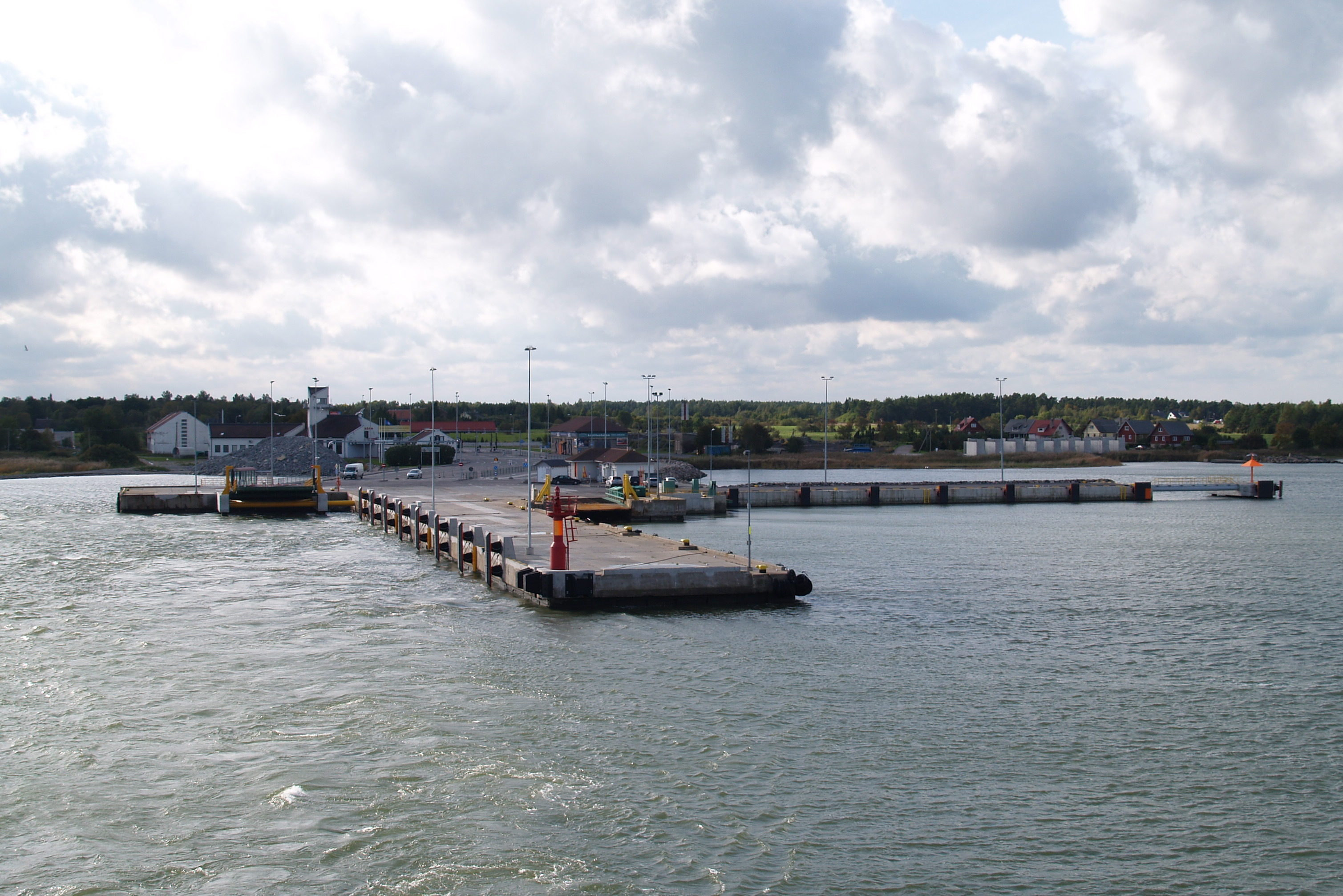